# Еліс Джойс
Еліс Джойс (англ. Alice Joyce; 1 жовтня 1890 — 9 жовтня 1955) — американська акторка, популярна в епоху німого кіно.

## Життєпис
Після розлучення батьків вона з братом залишилася під опікою батька, дитинство провела в містечку Фоллс-Черч у Вірджинії. Подорослішавши, переїхала до матері в Нью-Йорк, де стала працювати фотомоделлю. 
У 1910 році дебютувала в кіно на студії «Kalem». Після того, як студія увійшла в Компанію кінопатентів, в 1913 році Джойс переїхала на західне узбережжя, де продовжила кінокар'єру в Голлівуді. Там знялася майже в сотні фільмів, серед яких «Матері в танці» (1926) і «Шквал» (1929). З настанням ери звукового кіно її кар'єра пішла на спад, і в 1930 році Джойс перестала зніматися. Після цього деякий час брала участь у водевілях.
Еліс Джойс тричі одружувалась і розлучувалася. Від перших двох чоловіків народила двох дочок. 
Останні роки життя мала серцево-судинне захворювання і багато часу проводила в госпіталях. Померла в жовтні 1955 року, через 8 днів після свого 65 дня народження.

## Вибрана фільмографія
1. 1911: Брати солдати Сюзани / The Soldier Brothers of Susanna
2. 1912: Коли два серця виграють / When Two Hearts Are Won
3. 1926: Красунчик Жест / Beau Geste — леді Патриція Брендон
4. 1927: Сорелл і син / Sorrell and Son — Фенні Гарланд
5. 1928: Пастка / The Noose — місіс Бенкрофт
6. 1930: Зелена богиня / The Green Goddess — Люсілль